# Къмпулунг
 Тази статия е за града във Влашко.  За града в историческата област Молдова вижте Къмпулунг Молдовенеск.  
Къмпулунг (на румънски: Câmpulung, в превод: „дълго поле“, още Къмпулунг Мусчел) е град в средната част на Румъния, в историческата област Влашко. Къмпулунг е вторият по важност град в окръг Арджеш. Намира се в живописната речна долина на река Търгулуй.
Къмпулунг е една от старите столици на Влашко и има над 20 църкви и манастири.
По последното преброяване на населението през 2002 г. Къмпулунг има 38 209 жители.
Към момента кмет на града с втори мандат е Елена Ласкони (от юни 2024), която се класира за втори тур на Президентските избори в Румъния на 8 декември 2024 г.

## Природни условия
Град Къмпулунг се намира в северната част на областта Влашко, в подножието на Карпатите, на около 600 м надморска височина, което го прави един от най-високите големи градове в Румъния. През града преминава река Търгулуй, приток на река Арджеш. Къмпулунг отстои на около 140 км на северозапад от столицата на страната Букурещ.

## Население
Румънците представляват по-голямата част от населението на Къмпулунг, а от малцинствата има само цигани. До Втората световна война има значителен брой евреи в града.

## Галерия
- Една от църквите, 1906 г.
- Кметството, 1906 г.
- Главната улица, 1906 г.